# Kostroma (flod)
Kostroma (ryska:Кострома) är en 354 km lång flod i Kostroma oblast i Ryssland. Den är biflod till Volga. Avrinningsområdet är 16 000 km². Floden är frusen från november till maj. Staden Kostroma ligger där floden flyter ihop med Volga.